# カズヤスコ郡 (インディアナ州)

インディアナ州内の位置

コスキアスコ郡（Kosciusko County）（/ˌkɒskiˈʌskoʊ/）は、アメリカ合衆国インディアナ州に位置する郡である。人口は79,964人（2025年推計）。郡庁所在地はウォーソー（Warsaw）である。

## 地理

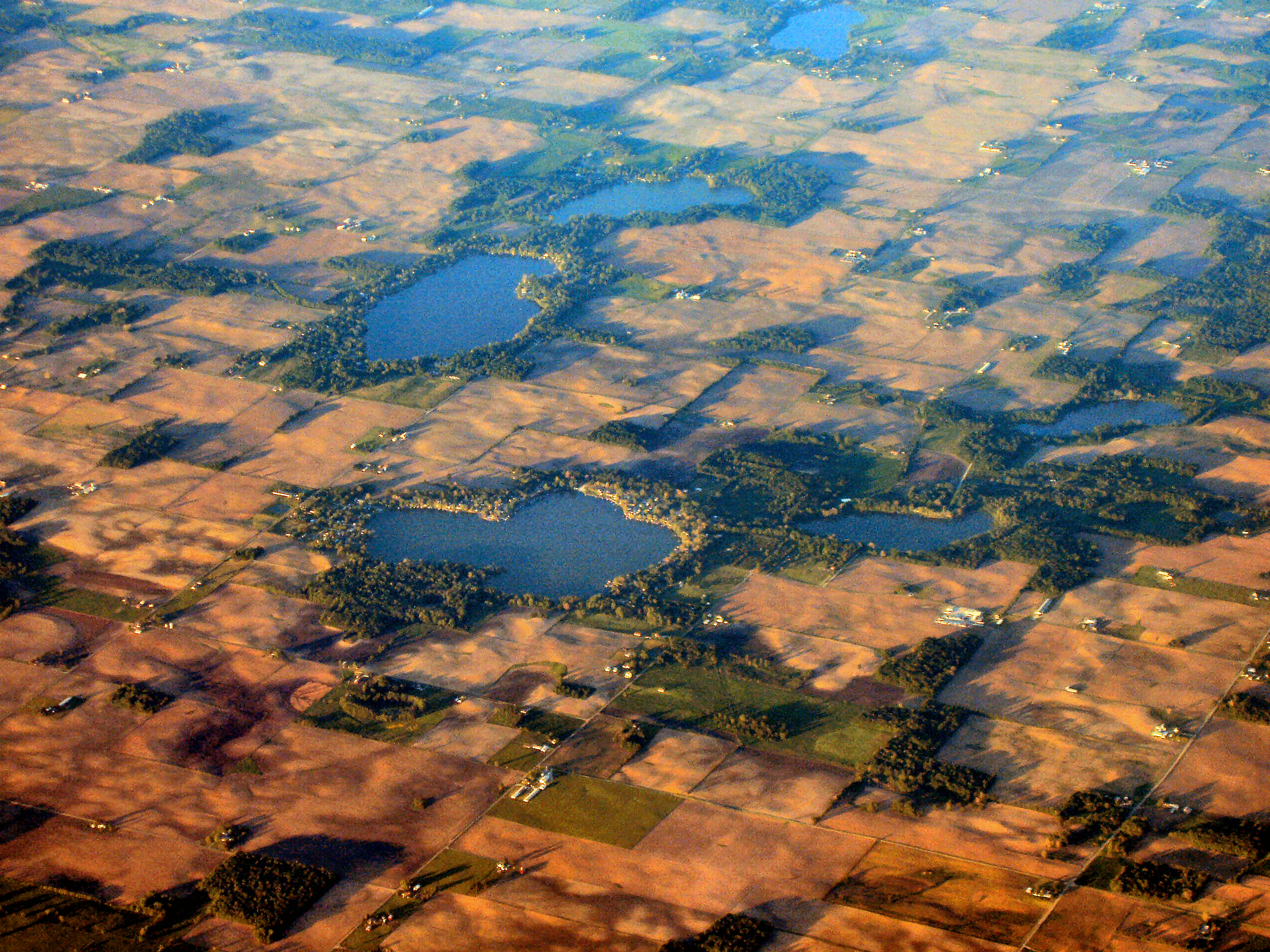
南部コスキアスコ郡はシルバーレイク近くのBeaver Dam Lake (前景) に似た小さな湖が点在している。

アメリカ合衆国統計局によると、この郡は総面積1,436 km2 (554 mi2) である。このうち1,392 km2 (538 mi2) が陸地で44 km2 (17 mi2) が水地域である。総面積の3.04%が水地域となっている。

### 隣接する郡
- エルクハート郡  (北)
- ノーブル郡  (北東)
- ウィットリー郡  (南西)
- ウォバッシュ郡  (南)
- フルトン郡 (南西)
- マーシャル郡 (西)

## 人口動勢
2000年国勢調査で、この郡は人口74,057人、27,283世帯、及び19,998家族が暮らしている。人口密度は53/km2 (138/mi2) である。23/km2 (60/mi2) の平均的な密度に32,188軒の住居が建っている。この郡の人種的構成は白人94.58%、アフリカン・アメリカン0.60%、先住民0.25%、アジア0.55%、太平洋諸島系0.01%、その他の人種2.94%、及び混血1.06%である。人口の5.03%がヒスパニックまたはラテン系である。
この郡内の住民は27.80%が18歳未満の未成年、18歳以上24歳以下が8.70%、25歳以上44歳以下が29.00%、45歳以上64歳以下が22.60%、及び65歳以上が12.00%にわたっている。中央値年齢は35歳である。女性100人ごとに対して男性は99.70人である。18歳以上の女性100人ごとに対して男性は97.30人である。
この郡の世帯ごとの平均的な収入は43,939米ドルであり、家族ごとの平均的な収入は49,532米ドルである。男性は36,209米ドルに対して女性は23,516米ドルの平均的な収入がある。この郡の一人当たりの収入 (per capita income) は19,806米ドルである。人口の6.40%及び家族の4.40%は貧困線以下である。全人口のうち18歳未満の7.10%及び65歳以上の7.90%は貧困線以下の生活を送っている。

## 都市及び町

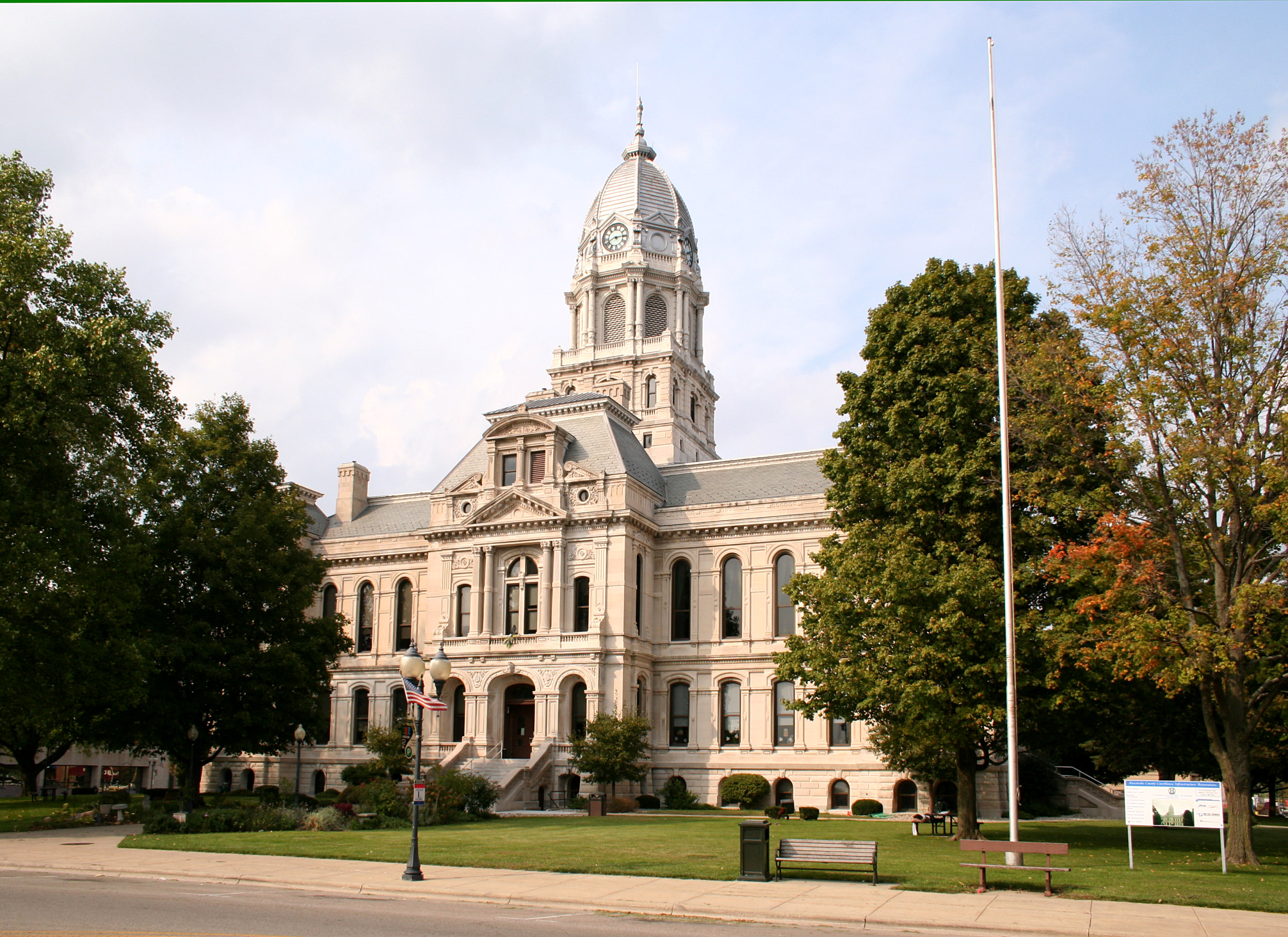
ウォーソーにある郡庁

- ウォーソー（Warsaw）（郡庁所在地）
- Burket
- Claypool
- Etna Green
- Leesburg
- Mentone
- Milford
- North Webster
- Pierceton
- Sidney
- Silver Lake
- Syracuse
- Winona Lake

## 教育

### 学校区域
- Tippecanoe Valley School Corporation
- Triton School Corporation
- Wa-Nee Community Schools
- Warsaw Community Schools
- Wawasee Community School Corporation
- Whitko Community School Corporation